# MADI
MADI, do inglês Multi Audio Digital Interface, é um protocolo de transmissão de áudio digital que segue o padrão AES/EBU, porém podendo transmitir até 64 canais de áudio por interface. Foi especificado pela AES.
Os sistemas MADI possuem dois possíveis meios físicos principais: cabos coaxiais com uma impedância característica de 75 ohms, onde podem transmitir até 48 canais de áudio, e em fibra ótica podendo chegar a 64 canais.